# Nemoria duniae
Nemoria duniae là một loài bướm đêm trong họ Geometridae.